# Веслування на байдарках і каное на Європейських іграх 2023 — байдарки-одиночки, 500 метрів (чоловіки)
Змагання з веслування на байдарках-одиночках на дистанції 500 м серед чоловіків на Європейських іграх 2023 відбулися 23 - 24 червня 2023 року. Участь взяли 25 спортсменів з 25 країн.

## Призери
| Золото              | Срібло                      | Бронза                     |
| Адам Варга Угорщина | Фернандо Пімента Португалія | Марко Драгосавлевич Сербія |

## Розклад
| Заїзд      | Дата      | Час   |
| ---------- | --------- | ----- |
| Заїзд 1    | 23 червня | 10:28 |
| Заїзд 2    | 23 червня | 10:35 |
| Заїзд 3    | 23 червня | 10:42 |
| Півфінал 1 | 23 червня | 17:58 |
| Півфінал 2 | 23 червня | 18:05 |
| Фінал B    | 24 червня | 13:14 |
| Фінал A    | 24 червня | 13:39 |

## Результати

### Заїзди
Перші три човни виходять до фіналу, наступні найкращі дев'ять човнів - потрапляють до півфіналу, інші - завершують змагання. 
| Місце | Доріжка | Байдарочник         | Країна             | Час      | Примітки |
| ----- | ------- | ------------------- | ------------------ | -------- | -------- |
| 1     | 5       | Морітц Флорстедт    | Німеччина          | 1:40.401 | FA       |
| 2     | 4       | Мартін Нетелл       | Швеція             | 1:42.408 | SF       |
| 3     | 2       | Андрей Олійнік      | Литва              | 1:43.735 | SF       |
| 4     | 3       | Робертс Пумпа       | Латвія             | 1:46.075 | SF       |
| 5     | 1       | Таха Уста           | Туреччина          | 1:46.102 | SF       |
| 6     | 6       | Якуб Спікар         | Чехія              | 1:50.016 | SF       |
| 7     | 8       | Владімір Малевський | Північна Македонія | 2:01.370 | SF       |
| 8     | 7       | Анже Уранкар        | Словенія           | 2:01.897 | x        |

| Місце | Доріжка | Байдарочник     | Країна     | Час      | Примітки |
| ----- | ------- | --------------- | ---------- | -------- | -------- |
| 1     | 5       | Адам Варга      | Угорщина   | 1:40.110 | F        |
| 2     | 4       | Тімон Маурер    | Австрія    | 1:41.211 | SF       |
| 3     | 7       | Етьєнн Юбер     | Франція    | 1:41.267 | SF       |
| 4     | 2       | Ілья Подпольний | Ізраїль    | 1:45.801 | SF       |
| 5     | 6       | Мілан Дорнер    | Словаччина | 1:46.364 | SF       |
| 6     | 3       | Джакомо Цінті   | Італія     | 1:47.464 | SF       |
|       | 8       | Кевін Полянс    | Естонія    |          | DSQ      |

#### Заїзд 3[3]
| Місце | Доріжка | Байдарочник         | Країна     | Час      | Примітки |
| ----- | ------- | ------------------- | ---------- | -------- | -------- |
| 1     | 4       | Марко Драгосавлевич | Сербія     | 1:39.783 | FA       |
| 2     | 2       | Пшемислав Корсак    | Польща     | 1:41.083 | SF       |
| 3     | 5       | Фернандо Пімента    | Португалія | 1:41.950 | SF       |
| 4     | 3       | Інго Пенья          | Іспанія    | 1:43.100 | SF       |
| 5     | 6       | Магнус Сібберсен    | Данія      | 1:44.327 | SF       |
| 6     | 8       | Еету Колехмайнен    | Фінляндія  | 1:44.560 | SF       |
| 7     | 7       | Гуннар Ейде         | Норвегія   | 1:48.794 | SF       |

### Півфінали
Перші три човни виходять до фіналу A, наступні дев'ять найкращих човни виходять до фіналу B, решта - завершують змагання. 
| Місце | Доріжка | Байдарочник      | Країна    | Час      | Примітки |
| ----- | ------- | ---------------- | --------- | -------- | -------- |
| 1     | 9       | Якуб Спікар      | Чехія     | 1:39.091 | FA       |
| 2     | 1       | Гуннар Ейде      | Норвегія  | 1:39.591 | FA       |
| 3     | 5       | Пшемислав Корсак | Польща    | 1:39.687 | FA       |
| 4     | 4       | Етьєнн Юбер      | Франція   | 1:40.331 | FB       |
| 5     | 6       | Андрей Олійнік   | Литва     | 1:40.367 | FB       |
| 6     | 8       | Джакомо Цінті    | Італія    | 1:40.451 | FB       |
| 7     | 3       | Інго Пенья       | Іспанія   | 1:40.543 | FB       |
| 8     | 7       | Ілья Подпольний  | Ізраїль   | 1:43.799 | FB       |
| 9     | 2       | Таха Уста        | Туреччина | 1:45.664 | x        |

| Місце | Доріжка | Байдарочник         | Країна             | Час      | Примітки |
| ----- | ------- | ------------------- | ------------------ | -------- | -------- |
| 1     | 6       | Фернандо Пімента    | Португалія         | 1:39.514 | FA       |
| 2     | 4       | Тімон Маурер        | Австрія            | 1:39.922 | FA       |
| 3     | 5       | Мартін Нетелл       | Швеція             | 1:41.951 | FA       |
| 4     | 8       | Еету Колехмайнен    | Фінляндія          | 1:43.911 | FB       |
| 5     | 2       | Магнус Сібберсен    | Данія              | 1:43.923 | FB       |
| 6     | 7       | Мілан Дорнер        | Словаччина         | 1:44.373 | FB       |
| 7     | 4       | Робертс Пумпа       | Латвія             | 1:55.234 | FB       |
| 8     | 9       | Владімір Малевський | Північна Македонія | 2:02.604 | x        |

### Фінали
| Місце | Доріжка | Байдарочник         | Країна     | Час      | Примітки |
| ----- | ------- | ------------------- | ---------- | -------- | -------- |
| 1     | 4       | Адам Варга          | Угорщина   | 1:36.212 |          |
| 2     | 7       | Фернандо Пімента    | Португалія | 1:37.358 |          |
| 3     | 6       | Марко Драгосавлевич | Сербія     | 1:37.806 |          |
| 4     | 1       | Пшемислав Корсак    | Польща     | 1:38.284 |          |
| 5     | 3       | Якуб Спікар         | Чехія      | 1:38.310 |          |
| 6     | 2       | Тімон Маурер        | Австрія    | 1:38.584 |          |
| 7     | 5       | Морітц Флорстедт    | Німеччина  | 1:38.608 |          |
| 8     | 8       | Гуннар Ейде         | Норвегія   | 1:39.466 |          |
| 9     | 9       | Мартін Нетелл       | Швеція     | 1:41.239 |          |

| Місце | Доріжка | Байдарочник      | Країна     | Час      | Примітки |
| ----- | ------- | ---------------- | ---------- | -------- | -------- |
| 10    | 7       | Джакомо Цінті    | Італія     | 1:39.419 |          |
| 11    | 1       | Інго Пенья       | Іспанія    | 1:39.447 |          |
| 12    | 5       | Етьєнн Юбер      | Франція    | 1:39.627 |          |
| 13    | 6       | Магнус Сібберсен | Данія      | 1:39.991 |          |
| 14    | 3       | Андрей Олійнік   | Литва      | 1:40.359 |          |
| 15    | 4       | Еету Колехмайнен | Фінляндія  | 1:41.523 |          |
| 16    | 9       | Ілья Подпольний  | Ізраїль    | 1:42.875 |          |
| 17    | 2       | Мілан Дорнер     | Словаччина | 1:43.003 |          |
| 18    | 8       | Робертс Пумпа    | Латвія     | 1:57.536 |          |